# Paulin Guérin
Pour les articles homonymes, voir Paulin et Guérin.
Jean-Baptiste Paulin Guérin, né à Toulon le 25 mars 1783 et mort à Paris le 16 janvier 1855, est un peintre français.

## Biographie
De parents modestes, Paulin Guérin vint de bonne heure à Marseille, où son père avait acheté un fonds de serrurier, en 1794. Lui-même exerce ce métier qu’il apprend tout jeune auprès de son père. Pendant son apprentissage, il étudie dès 1796 à l’école gratuite de dessin et passe tous ses loisirs à peindre. Il se lie d'amitié avec Augustin Aubert qu'il rejoint à Paris en octobre 1802. Il se consacre alors exclusivement à la peinture. Il finance son voyage à Paris grâce au paiement d'une copie de tableau par un riche amateur, le baron Delisle, qui avait remarqué quelques-unes de ses copies.
Paulin Guérin est employé quelque temps comme assistant par François  Gérard, puis entre comme apprenti non rémunéré dans l'atelier du peintre François-André Vincent. Paulin Guérin devant subvenir aux besoins de sa famille retourne chez Gérard où il prépare des toiles, peint des fourreaux de sabre, des shakos, des gibernes, des satins, des velours, des broderies, etc. Parallèlement à cette activité d'assistant, il travaille à son œuvre personnelle et envoie ses premières toiles au Salon de 1810.
Il se livre alors à la peinture historique et religieuse, et entreprend un sujet inspiré de la Bible, Caïn après le meurtre d’Abel, exposé au Salon de 1812.
Vivant Denon lui commande la décoration d'un plafond du palais des Tuileries à Paris. Paulin Guérin exécute les cartons préparatoires, mais la Restauration en empêchera l’exécution. Avec le retour des Bourbons, il travaille, en 1814 et 1815, à la restauration des peintures anciennes de Versailles et à la rénovation du château de Versailles. En 1817, il expose Jésus mort et la Mère des douleurs, entourée des apôtres et des saintes femmes. Ce tableau, destiné à l’église catholique de Baltimore, lui vaut une médaille d’or. Ce succès est suivi par une longue série d’œuvres dont les plus représentatives sont : Christ au pied de la Vierge (1819), Anchise et Vénus (1822, musée des beaux-arts de Nice), Ulysse et Minerve (1824, musée des beaux-arts de Rennes), Adam et Ève chassés du paradis (1827), La Sainte Famille (1829, cathédrale Notre-Dame-de-la-Seds de Toulon) et Sainte Catherine (1838, Paris, église Saint-Roch).
Le tableau Anchise et Vénus, exposé en 1822, est remarqué par Louis XVIII, ce qui lui vaut la croix de la Légion d'honneur et la possibilité de réaliser un portrait officiel du roi, Louis XVIII, roi de France et de Navarre, en 1824. Il est nommé directeur des études de dessin et de peinture à la Maison d'éducation de la Légion d'honneur de Saint-Denis en 1828. Il enseigne également le dessin dans son atelier parisien de la rue du Mont-Thabor où étudie Vincent Courdouan, d'origine toulonnaise comme lui, et qu'il héberge fraternellement.
Sous Louis-Philippe, il réalise La Mort du Christ (église de La Nouailles, près de Sarlat), Le Dévouement du chevalier Roze pendant la peste de Marseille (1834), Sainte Catherine (1838, Paris, église Saint-Roch), Rêverie et La Conversion de saint Augustin (1844).
La manière de Paulin Guérin tente d’atteindre une certaine grâce avec un dessin un peu froid, que l’on peut rapprocher du style néoclassique. Sa peinture a été décrite comme « un reflet affaibli de David et de Gérard ». C’est dans les portraits qu’il a atteint ses plus grandes réussites, et ceux de Charles Nodier et de l’abbé Lamennais connurent un véritable succès. À Versailles, où il avait déjà restauré des peintures anciennes en 1814 et 1815, il peignit pour le musée nouveau une Renommée, le portrait d'Anne d’Autriche ainsi que Louis XIV et le duc d’Orléans.
Après sa mort, le 19 janvier 1855, quelques-unes de ses œuvres furent envoyées à l’Exposition universelle de 1855 à Paris.
Jean-Baptiste Paulin Guérin est parfois confondu avec deux peintres homonymes. Ainsi son portrait de Chateaubriand fut attribué par erreur à Pierre-Narcisse Guérin et, comme Jean-Urbain Guérin, il fut l'auteur d'un portrait du général Kléber. Il n'a pas de liens de parenté avec ces deux artistes.

## Salons
- 1817 : Jésus mort et la Mère des douleurs[5].

## Collections publiques
- Autun, musée Rolin : Portrait de l'abbé Lamennais, huile sur toile[6]
- Musée d'art et d'histoire de Cholet :
  - François-Athanase Charette de La Contrie, Général en chef des armées vendéennes (1763-1796), huile sur toile[7]
  - Jacques Florent Marie Guibault, Marquis d'Elbee, généralissime des armées de la Vendée (1752-1794), huile sur toile[8]
- Musée du château de Compiègne : Marmont[9] (gravure).
- Musée des beaux-arts de Marseille :
  - Le chevalier Roze faisant inhumer les pestiférés, huile sur toile[10]
  - Portrait de l'artiste, huile sur toile[11]
- Musée de Sainte-Menehould, gravures d'après Jean-Baptiste Paulin Guérin :
  - Portrait de Héliodore Thiard et de Marguerite de Buisseuil[12]
  - Portrait de Joseph Maurice Marceau et de Jean Baptiste Annibal Aubert du Baillet[13]
  - Portrait de Louis-Thomas Villaret Joyeuse et de Louis-René-Madeleine Levasser de La Touche-Tréville[14]
  - Portrait de Jean Hector de Fay et de Gastons Charles Pierre de Lévis[15]
  - Portrait de Renaud de Beaune et de François Folet[16]
  - Portrait de Armand du Cambout et de Pierre du Cambout[17]
  - Portrait de Charles Ligonius et de Pierre Chevalier Vettori[18]
- Musée des beaux-arts de Nice :
  - Anchise et Vénus, huile sur toile : il existe une réplique de ce tableau au Musée d'art de Toulon
- Musée de l'Armée à Paris:  Portrait du général Jean-Baptiste Eblé, huile sur toile, 1838, par Paulin Guérin provient du château de Saint-Cloud
- Musée des beaux-arts de Pau : L'abbé de Lamennais, huile sur toile[19]
- Musée des beaux-arts de Rennes : Ulysse en butte au courroux de Neptune, huile sur toile[20]
- Musée d'art de Toulon :
  - Anchise et Vénus, huile sur toile : il existe une réplique de ce tableau au Musée des beaux-arts de Nice
  - Autoportrait, 1804, huile sur toile
  - Portrait de Madame Guérin jeune fille, vers 1810-1815, huile sur toile
  - Portrait de Madame Guérin, huile sur toile
  - Portrait d'Isabelle Guérin, huile sur toile
  - Portrait de Cécile Guérin, huile sur toile
  - Portrait de Félix Guérin enfant, huile sur toile
- Musée de Vendôme : Portrait d'Hauterive, gravure[21]
- Musée national des châteaux de Versailles et de Trianon :
  - Jean Lannes, sous-lieutenant au 2e bataillon du Gers en 1792, huile sur toile[22]
  - Jean-Baptiste Bessières, adjudant en 1792, huile sur toile[23]
  - Jean-Baptiste Kléber, lieutenant-colonel au 4e bataillon du Haut-Rhin en 1792, huile sur toile[24]
  - Jean-Baptiste-Annibal Aubert du Bayet, général de brigade en 1792, huile sur toile[25]
  - Jean-Charles-Emmanuel Nodier, huile sur toile[26]
  - Joachim Murat, sous-lieutenant au 12e chasseur en 1792, huile sur toile[27]
  - Laurent-Jean-François Truguet, capitaine de vaisseau en 1792, huile sur toile[28]
  - Laurent-Jean-François, comte Truguet, amiral de France, huile sur toile[29]
  - Le baron Larrey, huile sur toile[30]
  - Le comte Sebastiani, maréchal de France, huile sur toile[31]
  - Louis XVIII, roi de France et de Navarre, huile sur toile[32]
  - Antoinette de Bourbon, duchesse de Guise, huile sur toile[33]
  - Auguste-Frédéric-Louis Viesse de Marmont, duc de Raguse, maréchal de France, huile sur toile[34]
  - Eustache Bruix, vice-amiral, huile sur toile[35]
  - Marie Caroline de Bourbon-Siciles, duchesse de Berry, huile sur toile[36]

## Galerie

Œuvres de Jean-Baptiste Paulin Guérin
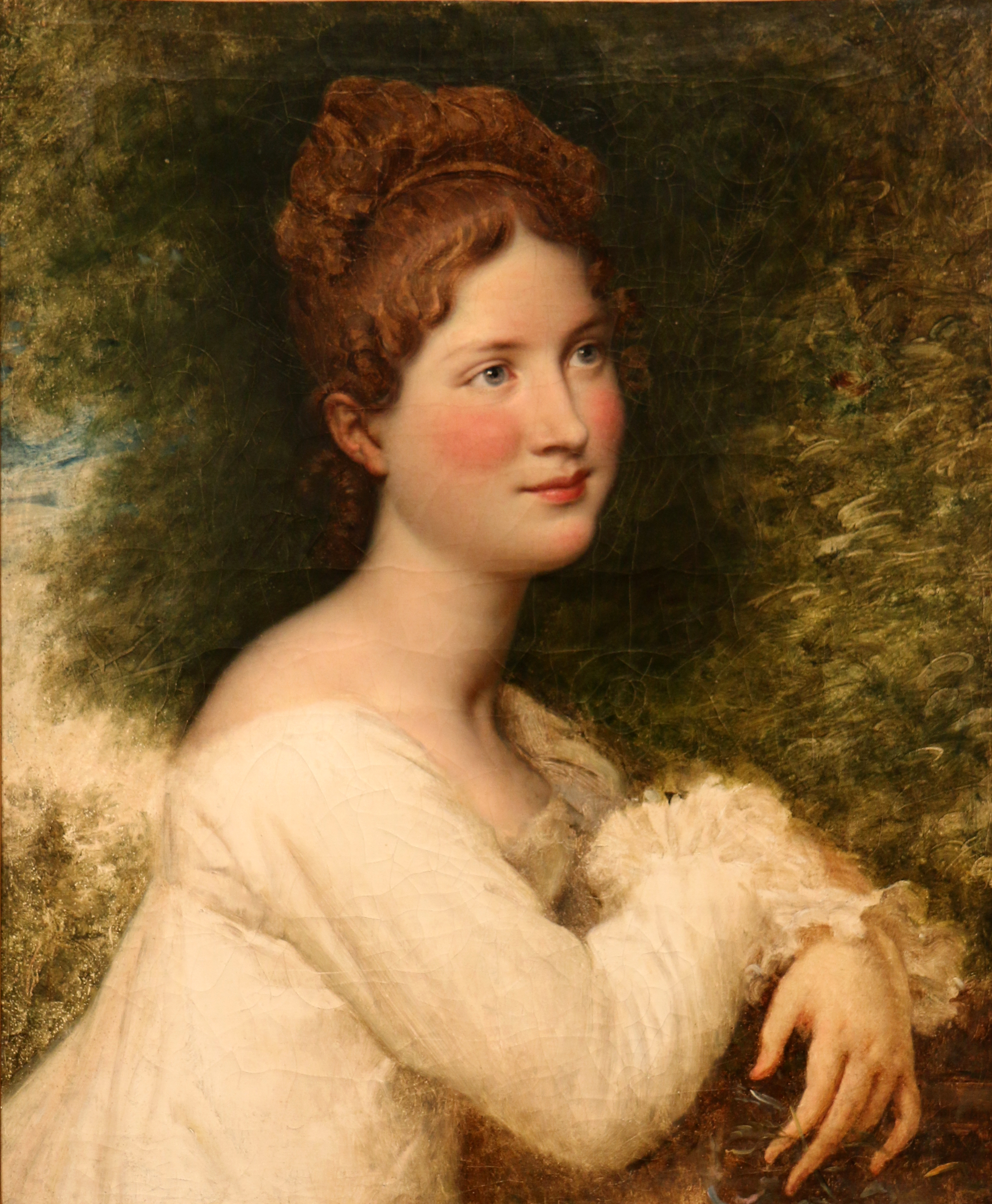
Portrait de Madame Guérin jeune fille, musée d'art de Toulon.
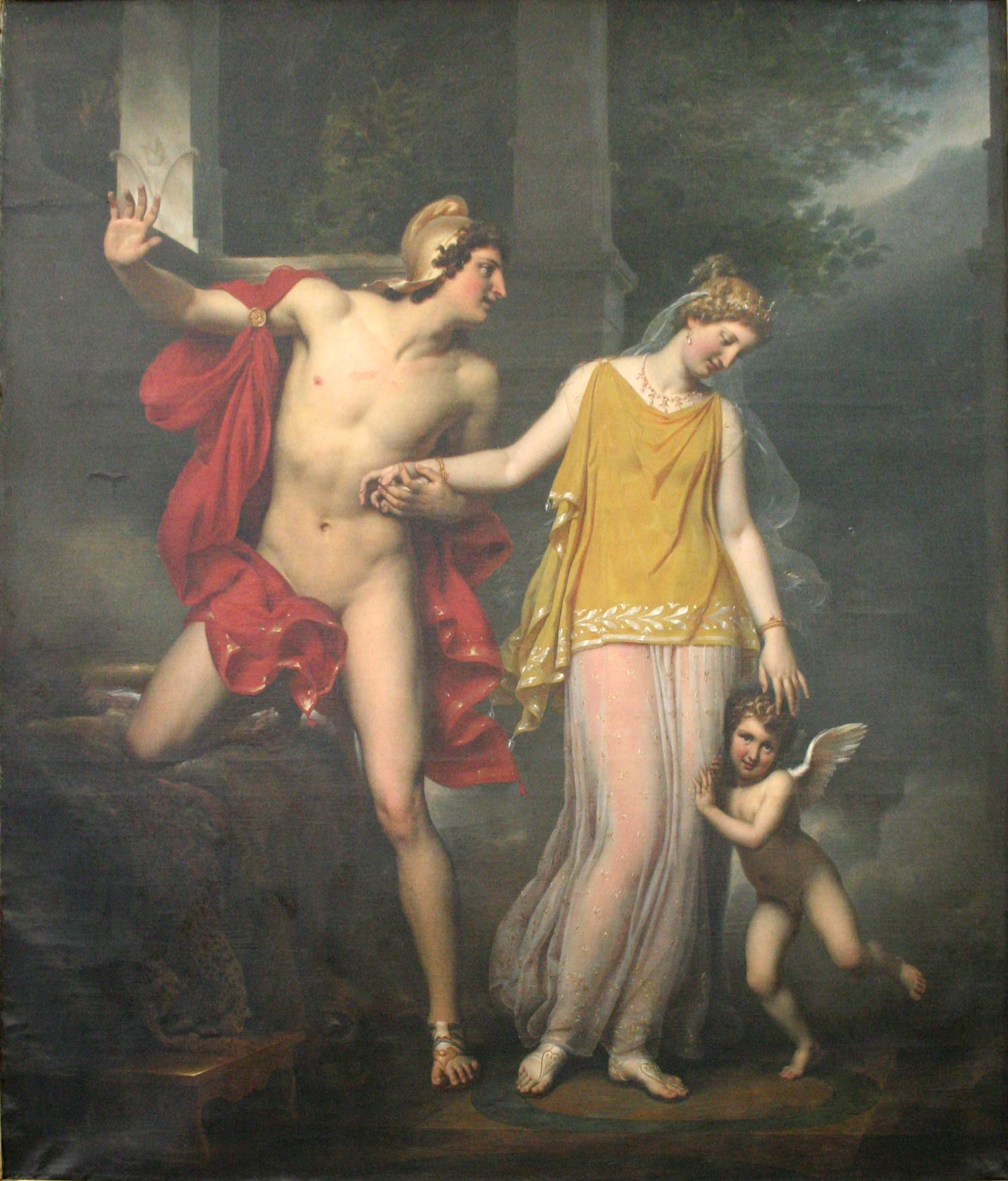
Anchise et Vénus, musée des beaux-arts de Nice.
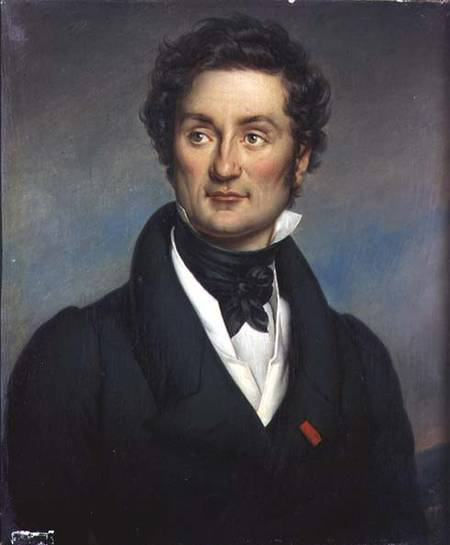
Charles Nodier, musée national des châteaux de Versailles et de Trianon.
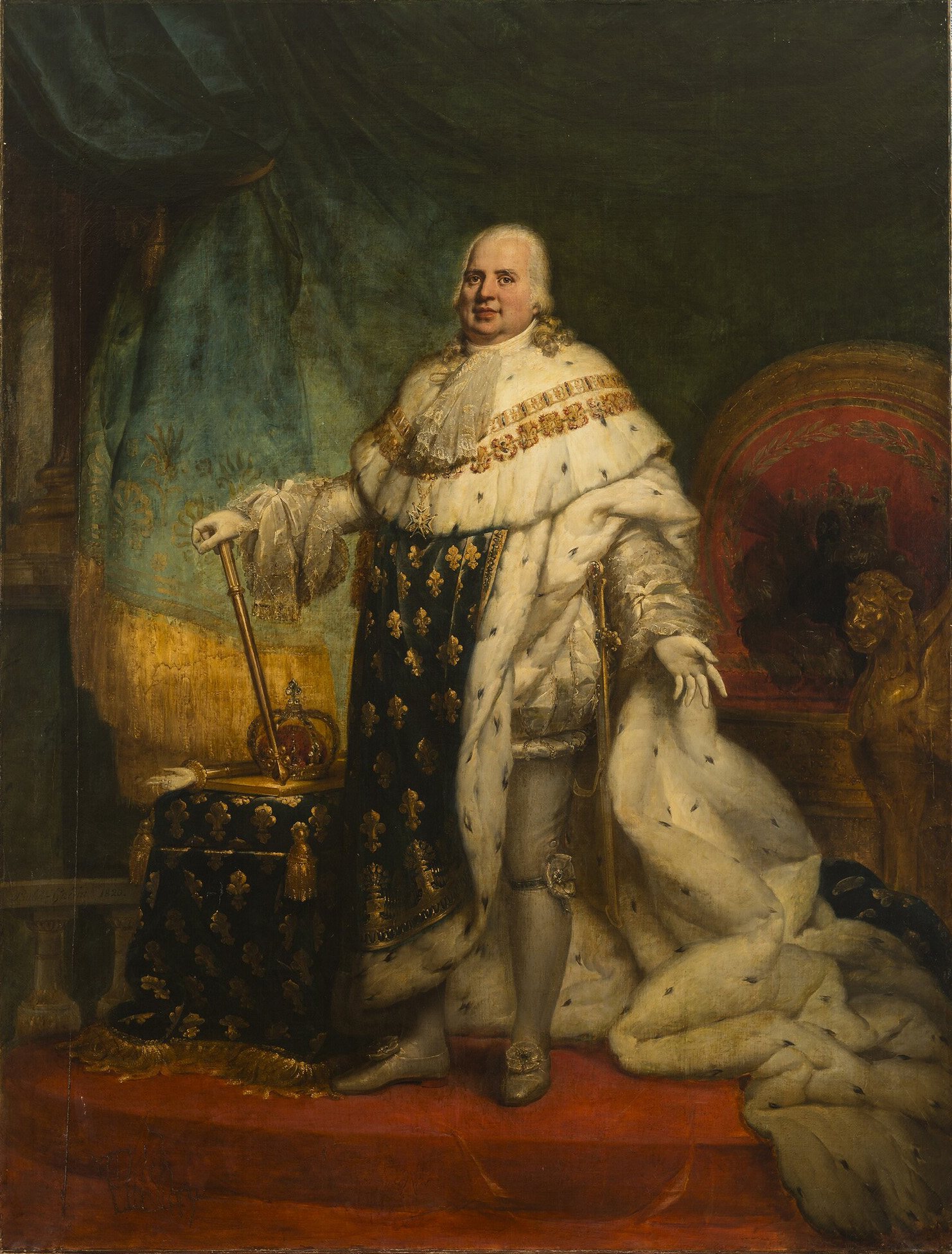
Louis XVIII, musée national des châteaux de Versailles et de Trianon.
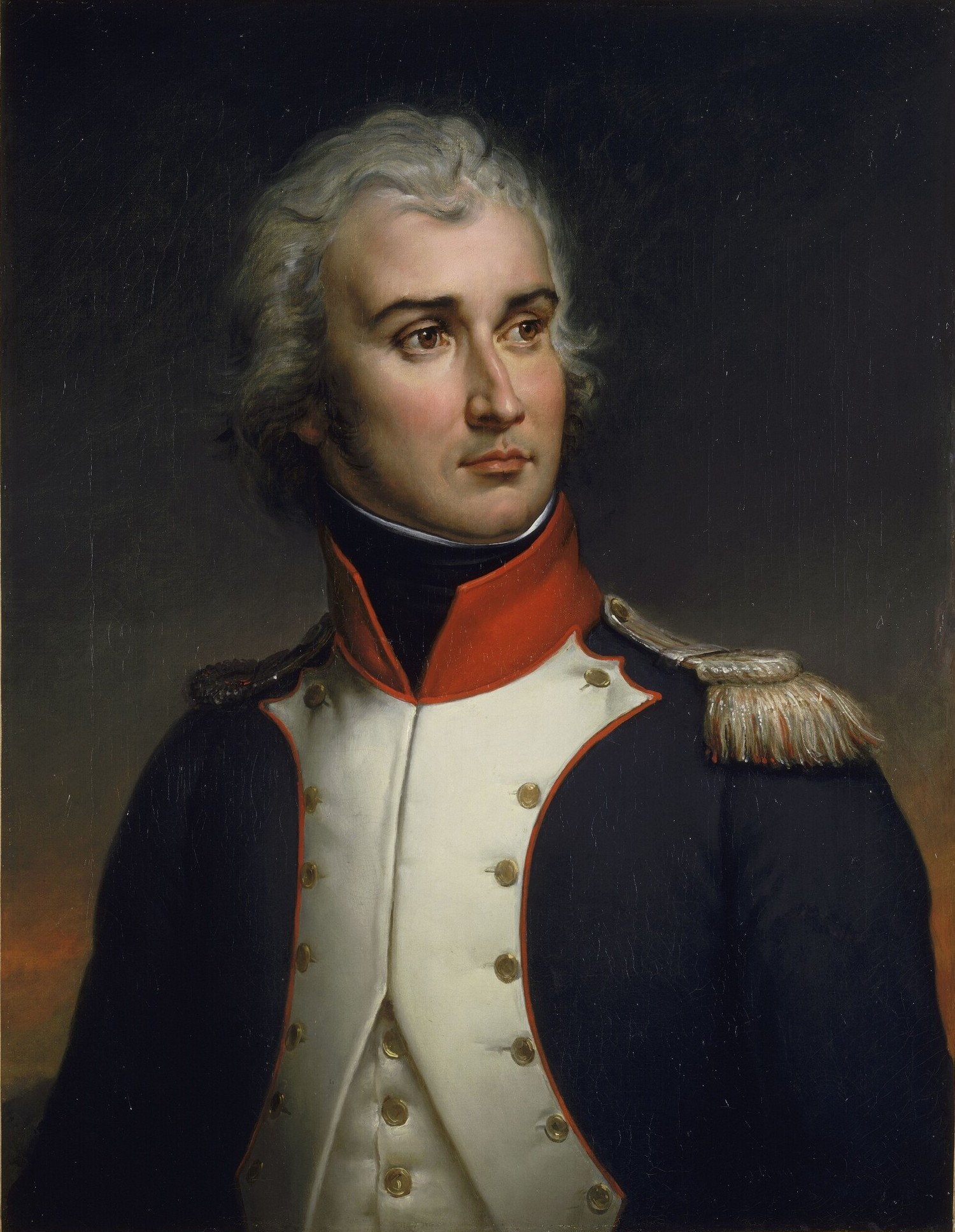
Jean Lannes, musée national des châteaux de Versailles et de Trianon.
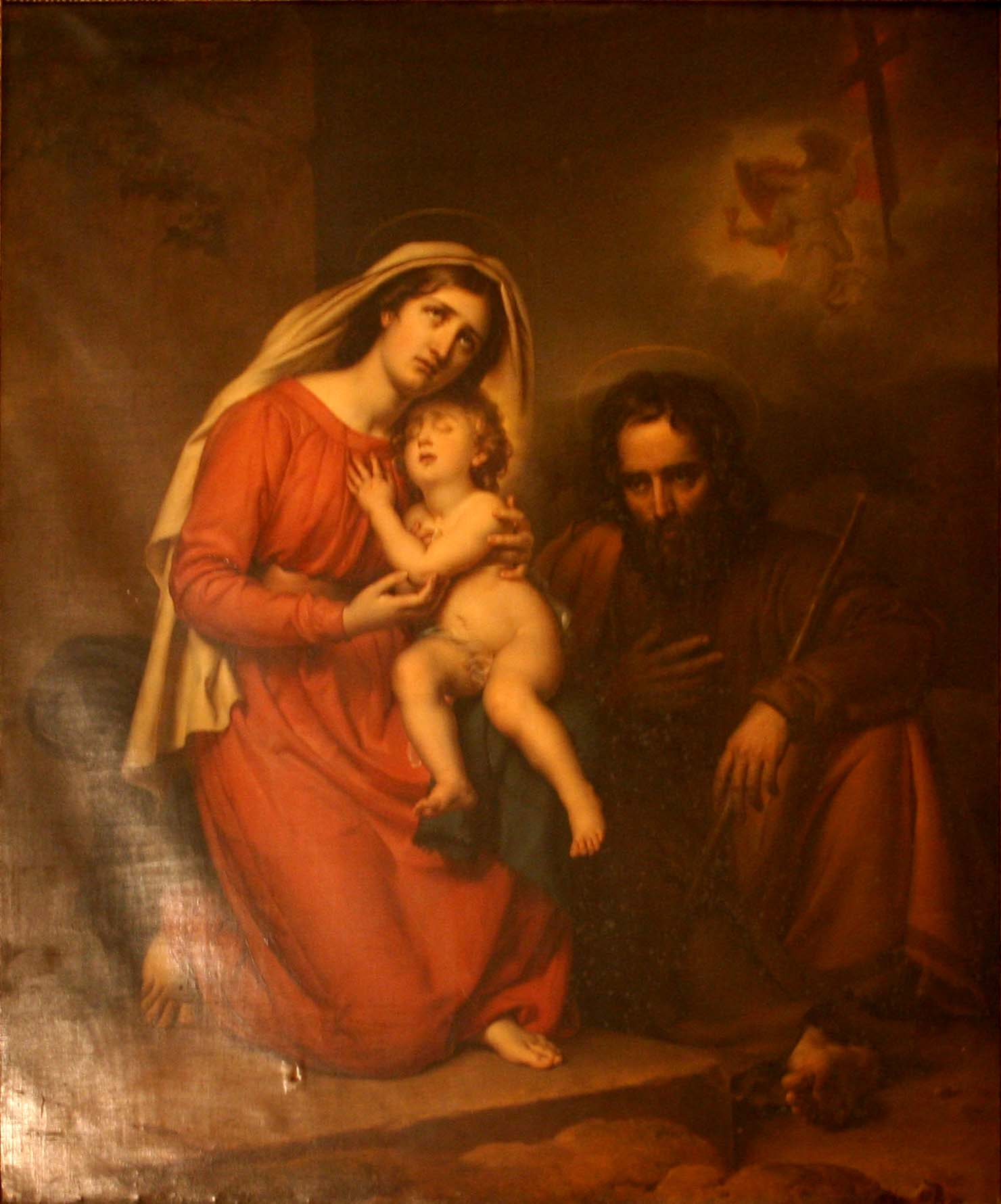
La Sainte famille, cathédrale Notre-Dame-de-la-Seds de Toulon.
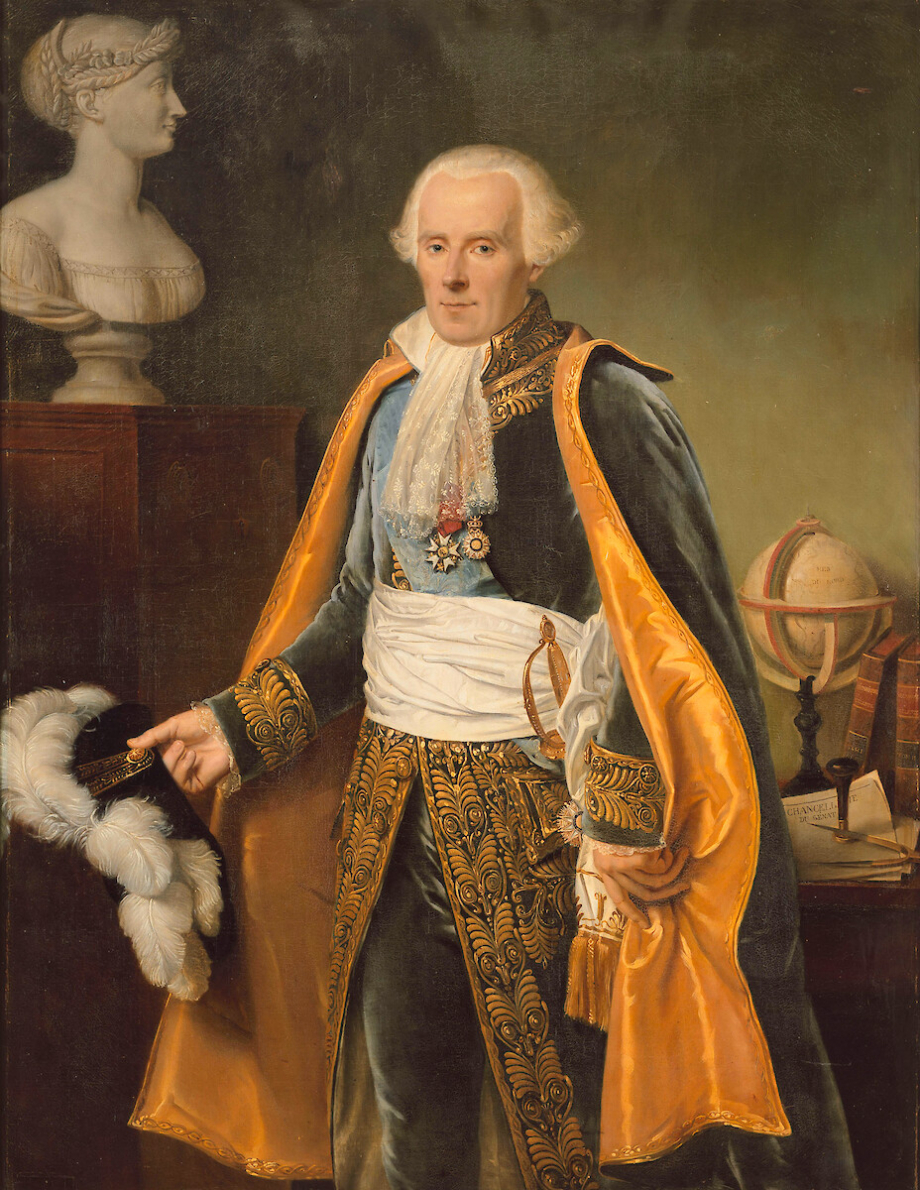
Le Marquis de Laplace,musée national des châteaux de Versailles et de Trianon.
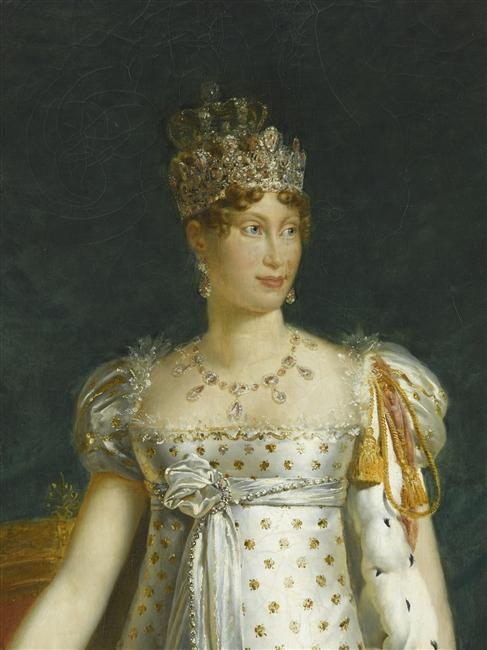
L'impératrice Marie-Louise, musée national des châteaux de Versailles et de Trianon.
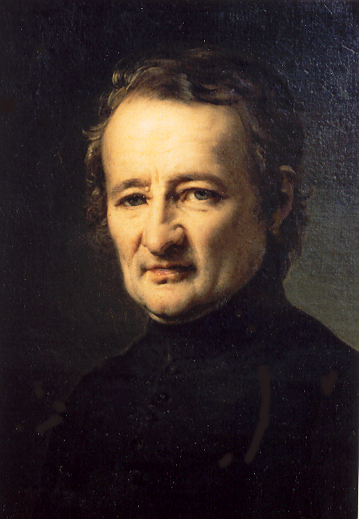
Portrait de l'abbé Jean-Marie de La Mennais en 1827 (Congrégation des Frères de Ploërmel)
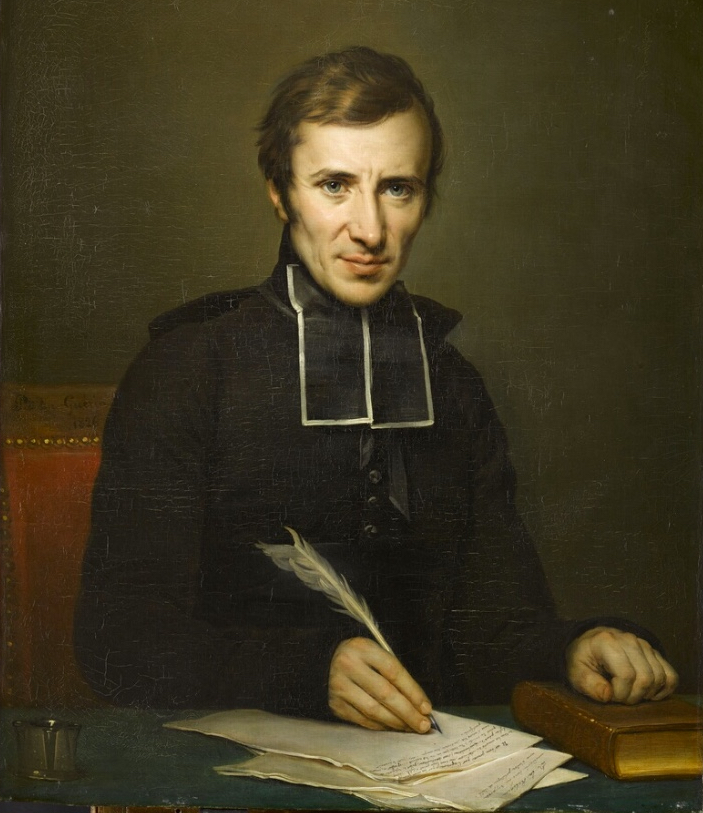
Portrait de l'abbé Félicité Lamennais en 1827 (musée du château de Versailles)